# Muchołówka półobrożna
Muchołówka półobrożna (Ficedula semitorquata) – gatunek małego ptaka z rodziny muchołówkowatych (Muscicapidae). Gniazduje od południowo-wschodniej Europy po Azerbejdżan i Iran.
Systematyka
Takson ten często bywał łączony w jeden gatunek z muchołówką białoszyją (F. albicollis). Nie wyróżnia się podgatunków.
Morfologia

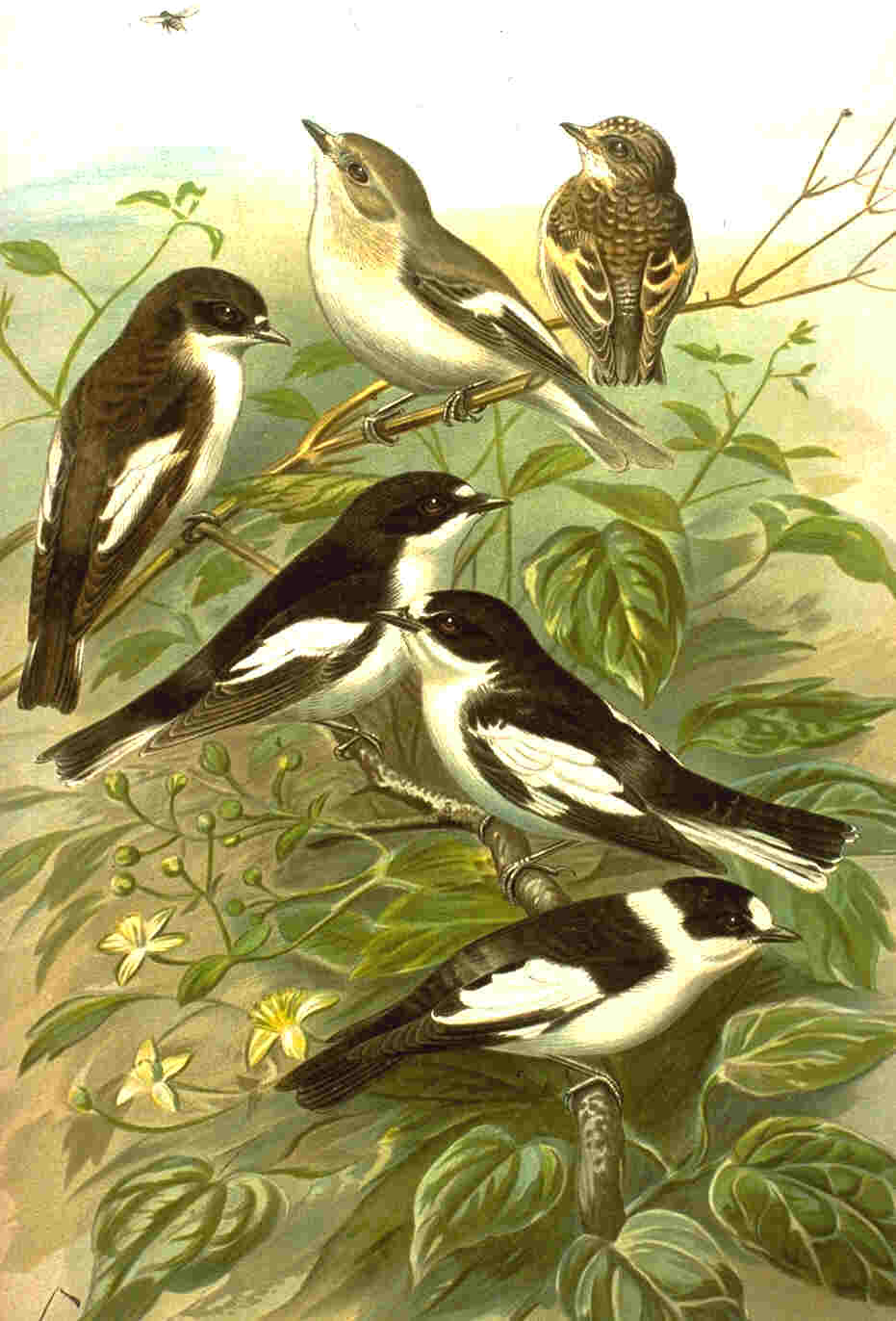
Na górze dwie samice, na dole samce

Długość ciała wynosi około 13 cm, masa ciała 8–17,2 g. Jest podobna do muchołówki białoszyjej, ale zamiast obroży ma półobrożę.
Zasięg występowania
Muchołówki półobrożne są wędrowne. Gniazdują w Albanii, Bułgarii, Grecji, Turcji i obszarze od Kaukazu i Zakaukazia na południe po północny i północno-zachodni Iran. W 2011 po raz pierwszy stwierdzono lęg w Serbii. Zimują we wschodnio-centralnej Afryce – od Sudanu Południowego na południe do zachodniej Tanzanii.
Ekologia i zachowanie

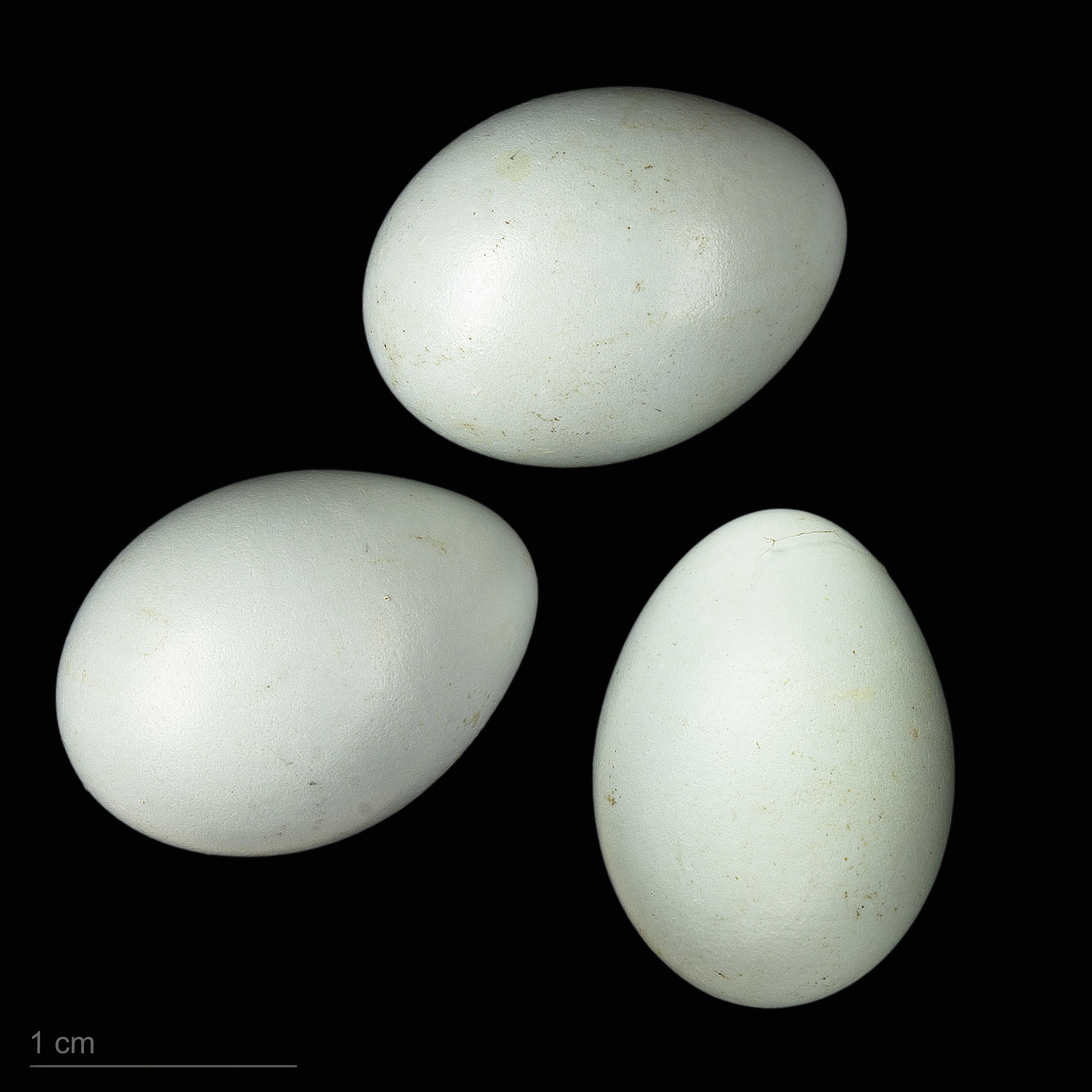
Ficedula semitorquata

Środowiskiem życia muchołówek półobrożnych podczas sezonu lęgowego są pasy lasów na zboczach górskich do około 2000 m n.p.m. z przewagą dojrzałych drzew zrzucających liście na zimę (zwłaszcza dębów i grabów), jak i również nadrzeczne i położone na bagnach lasy jesionów wąskolistnych (Fraxinus angustifolia). Zasiedlają również skupiska platanów wschodnich (Platanus orientalis). Sporadycznie gnieżdżą się w starych lub opuszczonych sadach, zagajnikach i plantacjach, parkach miejskich i dużych ogrodach albo zalesionych skrajach miast i wsi.
Muchołówki półobrożne zakładają gniazda w dziuplach dzięciołów, ale używają również budek lęgowych.
Status
BirdLife International szacuje liczebność populacji na 58–350 tysięcy dorosłych osobników, ocenia trend populacji jako spadkowy. W latach 2005–2012 muchołówkę półobrożną IUCN klasyfikowała jako gatunek bliski zagrożenia (NT, Near Threatened), w 2015 klasyfikację zmieniono na gatunek najmniejszej troski (LC, Least Concern).